# Hamborgskoven
Hamborgskoven er en fredskov på Lolland nordvest for Sundby på omkring 325 ha. Skoven ejes af fonden Det Classenske Fideicommis. Den består hovedsageligt af løvskov.
Skoven benyttes bl.a. af lokale rideklubber til cykelture  og mountainbikeløb, jagt og det årlige Hamborgskovløbet, som bliver arrangeret af en lokal løbeklub.
Et stykke af skoven mod øst er udlejet til frilandsmuseet Middelaldercentret, der beskæftiger sig med middelalderen i Danmark omkring år 1400. I 2009 integrerede man skoven i museet med en udstilling om tro og overtro i Middelalderen. I 2013 åbnede man en nyanlagt teknologipark med forskellige opfindelser og maskiner fra perioden, som publikum kan afprøve. En gruppe fra centret, som beskæftiger sig med historisk sejlads, har også benyttet skoven til at skaffe bark fra lindetræer til tovværk.
I 2007 udstykkede Fideicommiset 12,5 ha af området til byggegrunde på omkring 1000 m2 i et område kaldet Nagelsti Skovgaard.